# Catriona Matthew
Pour les articles homonymes, voir Matthew.
Catriona Matthew, née Catriona Lambert le 25 août 1969 à Édimbourg, est une golfeuse écossaise.

## Biographie

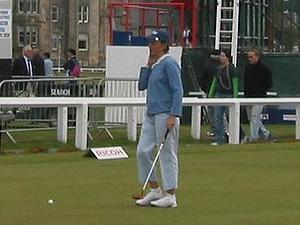
Catriona Matthew lors de l'Open britannique 2007.

En 2009, elle devient la première Écossaise à remporter un titre du Grand chelem en remportant l'Open britannique, disputé à Lytham St Annes en Angleterre. Lors de celui-ci, elle termine avec un score de trois coups sous le par et devance l'Australienne Karrie Webb de trois coups.

## Palmarès

### Solheim Cup
- Participation aux éditions 1998, 2003, 2005, 2007, 2009, 2011, 2013, 2015, 2017
- 37 matchs disputés (18 victoires, 11 défaites, 8 nuls)
- Capitaine en 2019 (victoire)[2]

### LPGA Tour
- 2001 : Cup Noodles Hawaiian Ladies Open
- 2004 : Wendy's Championship for Children
- 2009 : Open britannique

### Circuit Européen
- 1998 : McDonald's WPGA Championship
- 2007 : Scandinavian TPC hosted by Annika
- 2009 : Open britannique

### Autres victoires
- 1996 : Australian Ladies Open (ALPG Tour)
- 2009 : HSBC LPGA Brasil Cup (tournoi non officiel du LPGA Tour)

## Dinstinctions
- Ordre de l'Empire britannique à titre civil : Membre (MBE) en 2010 [3] puis officière (OBE) en 2020.